# Hope, Durham
Hope är en civil parish i Storbritannien.   Den ligger i kommunen Durham i riksdelen England, i den centrala delen av landet, 300 km norr om huvudstaden London.